# Kaili-Fauna
Die Kaili-Fauna (凯里生物群,  Kǎilǐ shēngwù qún), auch Kaili-Biota oder Kaili-Faunengemeinschaft, ist eine mittelkambrische Konservatlagerstätte vom Burgess-Schiefer-Typus. Sie stammt aus dem mittleren Abschnitt der Kaili-Formation aus der Provinz Guizhou in der Volksrepublik China und ist in etwa 510 bis 505 Millionen Jahre alt.

## Fossilinhalt
Der Fossilinhalt der Kaili-Formation ist ausgesprochen vielseitig und enthält 110 verschiedene Gattungen (inklusive Algen sogar mehr als 130 Gattungen), die 11 Stämmen angehören. Vierzig dieser 110 Gattungen sind gleichermaßen im etwas jüngeren Burgess-Schiefer vertreten und dreißig Gattungen finden sich im älteren Maotianshan-Schiefer wieder. Vorherrschend sind Hartschaler wie Trilobiten und Stachelhäuter (Eocrinoidea), es treten aber durchaus auch Gattungen mit Weichkörpererhaltung auf. Als Beispiel hierfür möge Parvancorina dienen, ein Arthropode, der bereits im Neoproterozoikum vorkommt. Bemerkenswert für die Kaili-Fauna sind Funde, die als Eier und Embryos von Invertebraten interpretiert werden. Von Bedeutung sind überdies Acritarchen, die Naraoiidae, die Chancelloriidae und Arthropoden wie z. B. Marrella.

## Auflistung der Kaili-Fauna nach Stämmen geordnet (Auswahl)

### ReichProtista(Algen)
Hierin eingeschlossen sind Braunalgen, Grünalgen und koralline Rotalgen.
- Enteromphites siniansis
- Fractibeltia fibrilata
- Marpolia spissa – möglicherweise ein Cyanobakterium?
- Thamonphyton formosus

### Acritarchen
- Cristallinium cambriense
- Cristallinium dabium
- Dictyotidium sp.
- Granomarginata prima
- Granomarginata squamacea
- Leiofusa sp.
- Micrhystridium brevicorum
- Micrhystridium pallidum
- Pterospermella solida
- Retisphaeridium howelli

### StammAnnelida(Ringelwürmer)
- Pollingeria sp.

### StammArthropoda(Gliederfüßer)

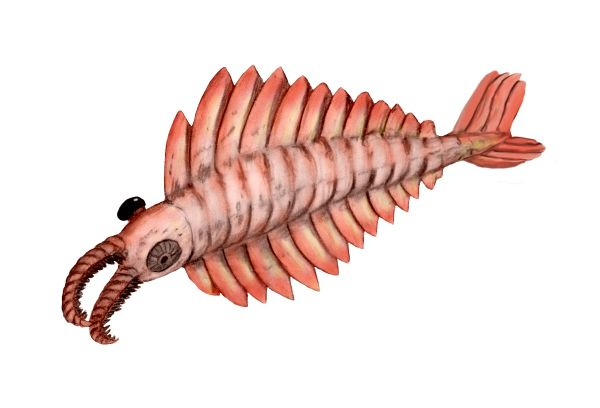
Anomalocaris

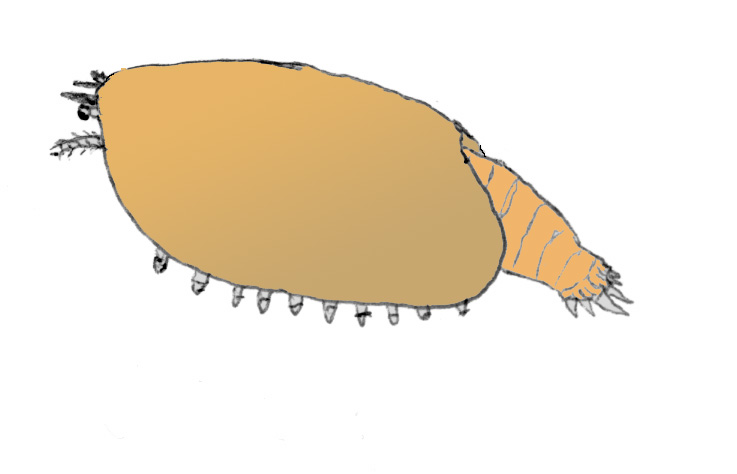
Canadaspis

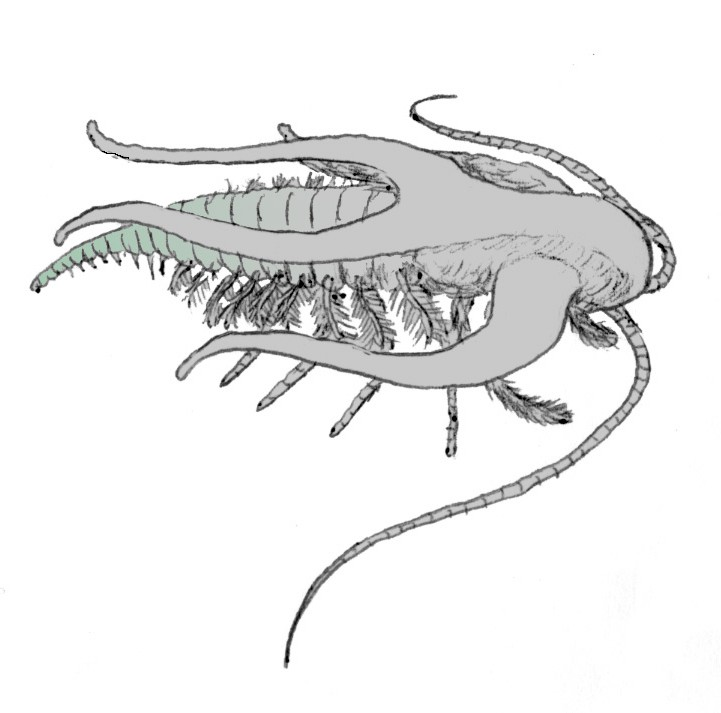
Marrella

- Anomalocaris sp.
- Canadaspis sp.
- Isoxys cf. auritus
- Marrella
- Mollisonia sinica
- Naraoia sp.
- Tuzoia bispinosa

#### Stamm Arthropoda – KlasseTrilobita
- Pagetina sp. – Ordnung Agnostida
- Curvoryctocephalus taijiangensis – Ordnung Corynexochida
- Olenoides paraptus
- Oryctocephalina indicus
- Oryctocephalina yui
- Eosoptychoparia spinosa – Ordnung Ptychopariida
- Xingrenaspis xingrenus
- Kaotai globesa ?

### StammBrachiopoda(Armfüßer)
- Glyptacrothele bohemica – Ordnung Lingulida
- Nisusia katujensis – Ordnung Orthida

### StammEchinodermata(Stachelhäuter)
- Balangicystis sp. – Klasse Eocrinoidea
- Sinoeocrinus globus
- Sinoeocrinus lui
- Stromatocystites – Klasse Edrioasteroidea

### StammCnidaria(Nesseltiere)
- Cambrovitus balangensis – thekentragender cnidarer Polyp
- Scenella sp. – wurde ursprünglich zu den Mollusca gestellt
- Sphenothallus taijiangensis

### StammLobopodia(Lobopoden)
- Microdictyon sp.

### StammMollusca(Weichtiere)

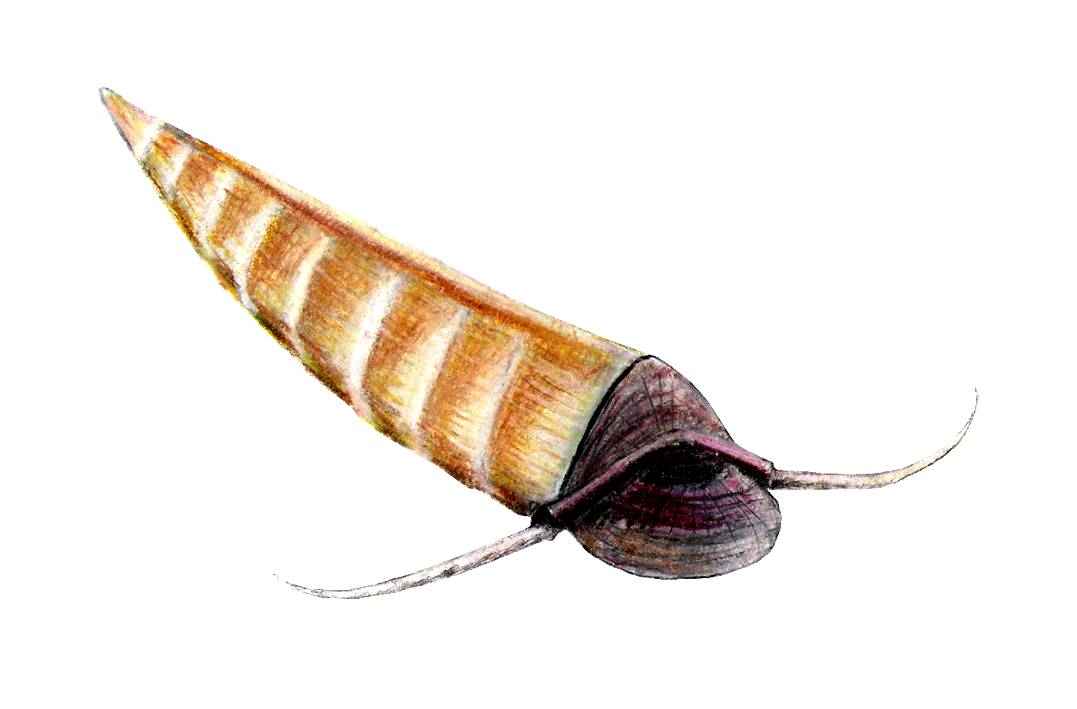
Haplophrentis

- Haplophrentis carinatus
- Haplophrentis sp.
- Latouchella taijiangensis
- Linevitus opimus
- Rotadiscus guizhouensis

### StammPorifera(Schwämme)
- Angulostuspongia conia
- Choiaella ovata

### StammPriapulida(Priapswürmer)

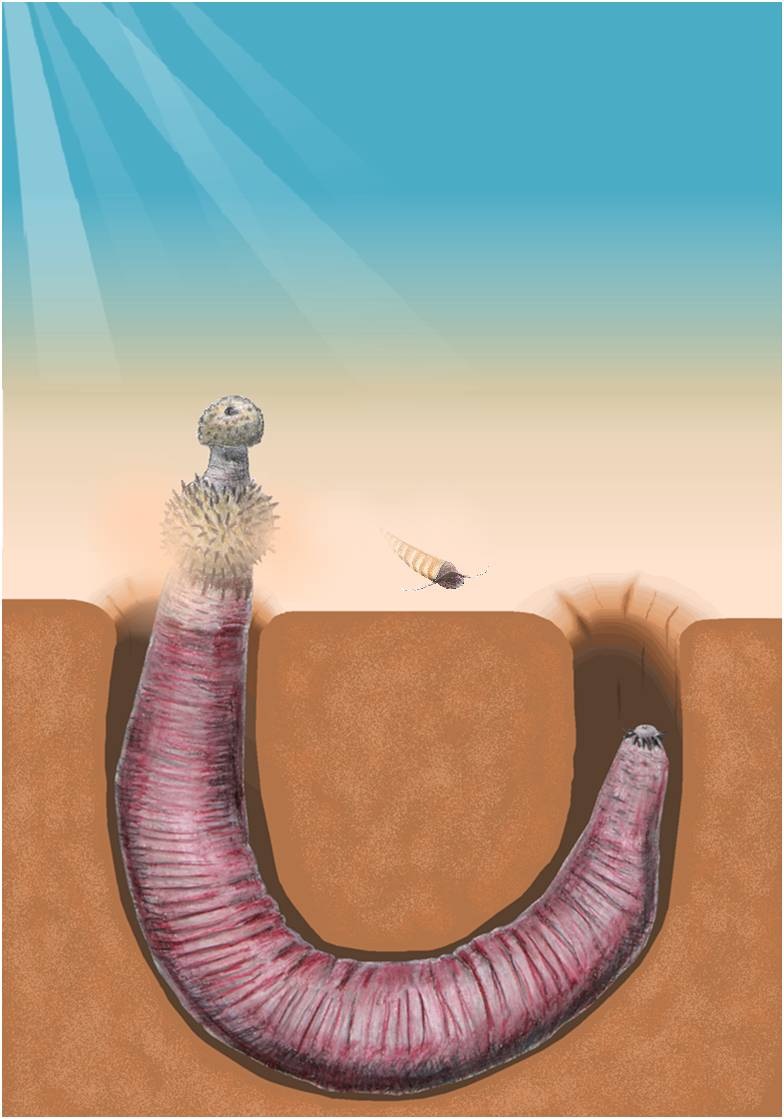
Grabende Ottoia

- Ottoia sp.

### Problemhafte Zuordnung

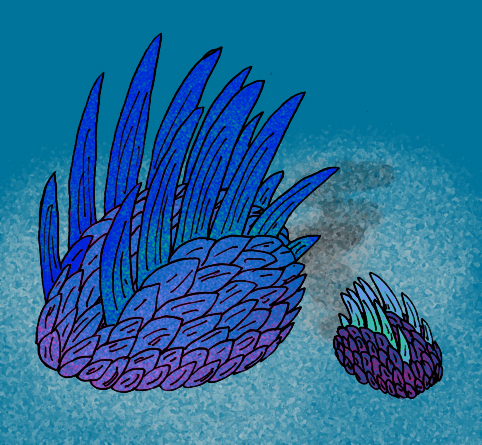
Wiwaxia

- Wiwaxia taijiangensis

### Spurenfossilien
- Gordia marine
- Phycodes coronatum bzw. Treptichnus coronatum
- Phycodes pedum bzw. Treptichnus pedum
- Rusophycus sp.
- Tasmanadia chapman sp.
- Triplexa taijiangensis